# Hrobice, Zlín
Hrobice là một làng thuộc huyện Zlín, vùng Zlínský, Cộng hòa Séc.